# Mikiko Ando
Mikiko Ando (安藤 美希子, Andō Mikiko, 30 de setembro de 1992) é uma halterofilista japonesa, medalhista olímpica.

## Carreira
Mikiko Ando conquistou a medalha de bronze nos Jogos Olímpicos de Verão de 2020, em Tóquio, após levantar 214 kg na categoria feminina até 59 kg. Ela machucou o joelho três semanas antes das Olimpíadas, mas conseguiu se reabilitar a tempo de competir.